# Движение "Будущее"
Движение «Будущее»
Движение «Будущее» — российское политическое и общественное движение, основанное 1 августа 2024 года. Движение заявляет о своей цели — продвижение реформ и создание условий для свободной и справедливой жизни граждан.
История и деятельность
Движение активно участвует в общественно-политической жизни России. Среди известных инициатив — участие в акции Екатерины Дунцовой и партии «Рассвет» против ограничений и цензуры интернета — «@ против блокировок». Движение также ведёт информационную работу и привлекает внимание к проблемам, связанным с ограничением свободы слова и доступом к информации, коррупцией, несменяемостью власти, войной в Украине и многими другими.
Идеология
Движение «Будущее» заявляет о приверженности принципам либеральной демократии, включая:
- защиту прав человека;
- свободу слова и независимость СМИ;
- развитие гражданского общества;
- децентрализацию власти;
- экономические свободы при контроле государства за ключевыми процессами.

Полный манифест движения опубликован на официальном сайте.
Социальные сети и медиа
Движение активно представлено в интернете и социальных медиа:
- Telegram
- Instagram
- YouTube
- TikTok